# Jeremy Goss
Jeremy Goss (Deceleia, 11 de maio de 1965) é um ex-futebolista galês que atuava como meio-campista.

## Carreira
Goss destacou-se mais atuando pelo Norwich City, onde iniciou a carreira aos 18 anos, em 1983, jogando 188 partidas e fazendo 14 gols em 13 temporadas com os Canários. Era conhecido por sua habilidade em finalizações de voleio e por sua velocidade.
Jogou também por Heart of Midlothian e King's Lynn, onde se aposentou aos 34 anos - em 1997, foi contratado pelo Colchester United, porém nunca atuou pelo clube.

## Seleção Galesa
Pela Seleção Galesa, Goss (nascido em Deceleia, uma base britânica situada no Chipre) disputou 9 jogos entre 1991 e 1996. Esteve presente na partida que eliminou as chances de classificação dos Dragões para a Copa de 1994, quando a equipe foi derrotada pela Romênia por 2 a 1.

## Títulos
Norwich City
- Football League Second Division: 1 (1985–86)